# Девянин, Евгений Андреевич
Евге́ний Андре́евич Девя́нин (23 октября 1931, Ульяновск, СССР — 12 ноября 2002 года, Москва, Россия) — советский и российский учёный-механик. Доктор физико-математических наук. Педагог высшей школы, профессор МГУ. Организатор науки. Заслуженный научный сотрудник Московского университета. Лауреат Государственной премии СССР.
Внёс вклад в общую механику, теорию управления, робототехнику. Автор курсов лекций по общей механике. Один из инициаторов и руководителей молодежных робототехнических фестивалей-соревнований.

## Биография
Евгений Андреевич Девянин родился 23 октября 1931 года в городе Ульяновск.

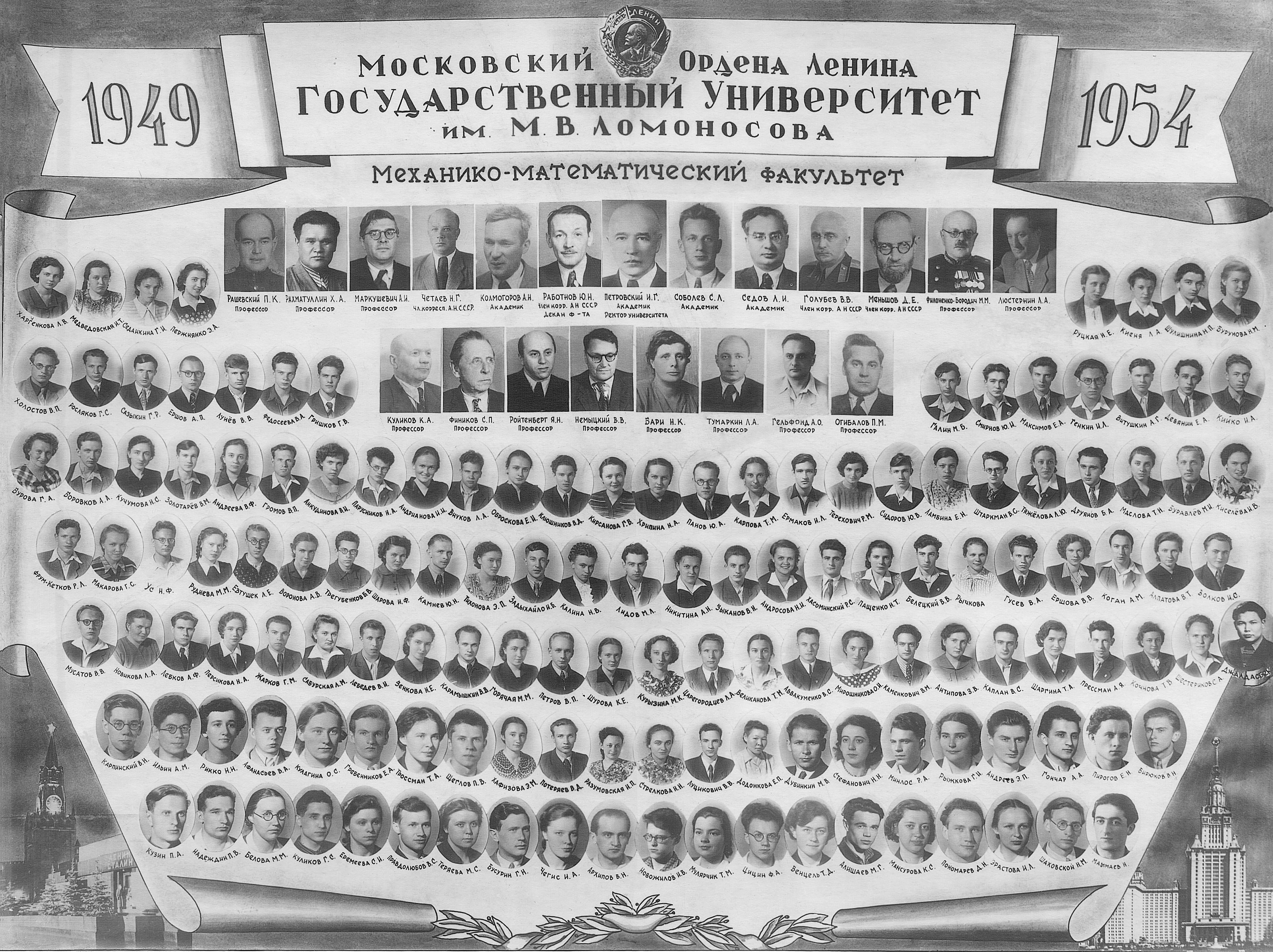
Выпуск 1954 года

В 1949 году поступил на механико-математический факультет МГУ, который окончил в 1954 году. Однокурсниками были В. В. Белецкий, А. А. Боровков, А. Г. Витушкин, А. А. Гончар, У. А. Джолдасбеков, А. П. Ершов, А. М. Ильин, И. А. Кийко, В. Д. Клюшников, М. Л. Лидов, В. В. Лунёв, Р. А. Минлос, И. В. Новожилов, Н. А. Парусников, Г. С. Росляков, С. А. Шестериков. Ученик академика А. Ю. Ишлинского.
В 1954—1957 годах учился в аспирантуре механико-математического факультета МГУ. С 1957 по 1963 год работал в приборостроительном НИИ Министерства Авиационной Промышленности. Участник коллектива создателей первой отечественной астроинерциальной системы для крылатых ракет. Один из руководителей работ по созданию астронавигационной системы, обеспечившей мягкую посадку космического корабля на Луну.
Кандидат физико-математических наук (1961), тема диссертации «О некоторых свойствах колебаний нелинейных систем».
В 1963 году вернулся в МГУ в качестве доцента кафедры прикладной механики и управления механико-математического факультета МГУ. В 1965 году возглавил отдел прикладной механики Института механики МГУ. В 1971 году защитил диссертацию на соискание учёной степени доктора физико-математических наук. В 1978 году присвоено учёное звание профессор по кафедре прикладной механики и управления механико-математического факультета МГУ.
В связи с реорганизацией структуры Института механики в 1977 году возглавил лабораторию общей механики Института механики МГУ, в 1986 году сохранил за собой эту должность. В 1981—1986 годах заместитель директора Института механики МГУ.
Лауреат Государственной премии (1976, с Д. М. Климовым, И. В. Новожиловым) за работы в области механики по специальной тематике.
Член Национального комитета СССР по теоретической и прикладной механике (1974), член Научно-методического совета по теоретической механике Министерства образования РФ, член бюро Научного совета по робототехнике РАН, в 1994 году избран действительным членом Российской академии естественных наук. Награждён медалями имени П. Л. Капицы, имени Петра I и имени В. И. Вернадского РАЕН.
Область научных интересов: теория управления; теория инерциальных навигационных систем; робототехнические системы с элементами искусственного интеллекта.
Опубликовал более 100 научных работ. Создал научную школу в области общей механики, подготовил 20 кандидатов физико-математических наук и четырёх докторов наук. По совместительству преподавал на механико-математическом факультете МГУ, профессор факультетской кафедры прикладной механики и управления, читал разработанные им курсы лекций по теории гироскопов, теории инерциальных навигационных систем, механике роботов и технических систем и др. Был одним из инициаторов проведения и руководителей молодежных фестивалей-соревнований роботов, создал в НИИ механики МГУ студенческую команду для участия в фестивале-соревновании и руководил ею.
Умер 12 ноября 2002 года. Похоронен на Ногинском городском кладбище № 1 (уч. 9).

## Память
С 1998 года и в 2000-е годы в Институте механики МГУ проводилась научная школа-конференция «Всероссийский Научно-технический фестиваль молодёжи с международным участием «Мобильные роботы», с 2003 года — имени профессора Е. А. Девянина».